# Marie Knauff
Marie Knauff (* 30. April 1841 in Schmargendorf; † 8. Februar 1895 in Berlin) war eine deutsche Schauspielerin und Schriftstellerin.

## Leben
Sie war die Tochter eines Wirklichen Geheimen Kriegsrats und ging mit 15 Jahren zur Bühne. 1857 erhielt sie ein Engagement in Königsberg. Sie spielte am Hoftheater in Weimar, in Frankfurt am Main, Köln, Hamburg und weiteren deutschen Städten. Nach 30 Jahren Bühnentätigkeit trat sie seit 1886 nicht mehr auf und lebte seitdem als Schriftstellerin in Berlin. Sie starb an den Folgen einer Operation im Alter von 53 Jahren in Berlin.

## Werke
- Wer zuletzt lacht. Schwank. Kühling & Grüttner, Berlin 1876. (Digitalisat)
- Die vergessenen Schuhe. Schwank. Michaelson, Berlin 1876. (Digitalisat)
- Onkel Don Juan. Lustspiel. Lassar, Berlin 1877. (Digitalisat)
- Redaktionsgeheimnisse. Lustspiel. Reclam, Leipzig 1887. (Digitalisat)
- Auf dem Holzwege! Schwank in 4 Aufzügen. Bloch, Berlin 1887.
- Ellen. Lustspiel in 1 Akt. Bloch, Berlin 1887.
- Die Nachkur. Lustspiel. Kühling & Grüttner, Berlin 1889.
- Ein gemütlicher Abend. Lustspiel. Kühling & Grüttner, Berlin 1890.
- Durchs Loch im Vorhange. Lustige Culissengeheimnisse ausgeplaudert. Kühling & Grüttner, Berlin 1890.
- Von den Brettern, die die Welt bedeuten. Lustige Geschichten. Steinitz, Berlin 1893.
- In der Sprechstunde oder Die Scatbrüder. Lustspiel in 1. Aufzug. Kühling & Grüttner, Berlin 1893.
- Eine schlechte Angewohnheit. In: Die Gartenlaube. Heft 6, 1887, S. 98–99 (Volltext [Wikisource]).